# Christoph Nagler
Christoph Nagler (* 4. April 1984) ist ein österreichischer Basketballspieler. Er gewann mit Klosterneuburg 2012 die Staatsmeisterschaft und war Nationalspieler.

## Laufbahn
Nagler spielte bis 2004 bei den Panthers Fürstenfeld, wo er Bundesligaspieler wurde. Ab 2004 war er ebenfalls in der Bundesliga für die Oberwart Gunners aktiv, mit denen er 2005 ins Finale um die Staatsmeisterschaft kam und im selben Jahr den Pokalwettbewerb gewann.
2007 wechselte er zum BK Klosterneuburg. Dort wurde er einer der besten einheimischen Spieler der Bundesliga. Statistisch gesehen war seine beste Saison das Spieljahr 2008/09, als Nagler in 35 Einsätzen im Schnitt 17,3 Zähler, 3,7 Rebounds und 2,6 Korbvorlagen verbuchte. In dieser Saison wurde er zum besten österreichischen Spieler der Liga gewählt und erhielt diese Auszeichnung ebenfalls in der nachfolgenden Saison.
2011/12 wurde Nagler mit den Niederösterreichern Staatsmeister und wurde ein drittes Mal zum besten einheimischen Akteur der Liga und darüber hinaus zum besten Spieler der Finalserie gewählt. 2013 holte er mit Klosterneuburg den Pokaltitel.
Nach zwei Saisons in Wien beendete er 2016 seine Laufbahn. Der als Polizist beruflich tätige Nagler kehrte 2019 aufs Spielfeld zurück, spielte wieder für die Panthers Fürstenfeld und gewann mit diesen 2022 die Zweitligameisterschaft.